# Live at House of Blues, Sunset Strip
Live at House of Blues, Sunset Strip es el nombre del tercer álbum en vivo y el decimoquinto en toda la carrera del grupo de rock argentino Enanitos Verdes, editado de manera independiente por los mismos Enanitos Verdes y que salió al mercado digital el 7 de junio de 2011.

Este disco pasó muy desapercibido por el público, por lo tanto no tuvo cortes de difusión ni videoclips musicales.

## Lista de canciones
| Live at House of Blues, Sunset Strip |                     |                                 |          |  |
| N.º                                  | Título              | Escritor(es)                    | Duración |  |
| 1.                                   | «Amores lejanos»    | (Felipe Staiti)                 | 7:39     |  |
| 2.                                   | «A las tres»        | (Lazcano Malo/Marciano Cantero) | 4:00     |  |
| 3.                                   | «Amigos»            | (Marciano Cantero)              | 3:39     |  |
| 4.                                   | «Eterna soledad»    | (Cantero/Staiti)                | 2:52     |  |
| 5.                                   | «Dale Pascual»      | (Cantero/Staiti)                | 3:21     |  |
| 6.                                   | «El Umbral»         | (Cantero/Staiti)                | 3:42     |  |
| 7.                                   | «Adicción»          | (Cantero/Staiti)                | 5:40     |  |
| 8.                                   | «Tu cárcel»         | (Marco Antonio Solís)           | 5:17     |  |
| 9.                                   | «Tequila»           | (Felipe Staiti)                 | 4:10     |  |
| 10.                                  | «Lamento Boliviano» | (Natalio Faingold/Dimi Bass)    | 7:44     |  |